# 盒形藻目
盒形藻目（学名：Biddulphiales）为硅藻纲的一个目。

## 下级分类
- 盒形藻科 Biddulphiaceae Kützing, 1844
  - 属： Entogoniopsis P.A.Sims, N.I.Strelnikova, J.Witkowski & D.M.Williams, 2015